# Diecéze Pitigliano-Sovana-Orbetello
Diecéze Pitigliano-Sovana-Orbetello (latinsky Dioecesis Pitilianensis-Soanensis-Urbetelliensis) je římskokatolická diecéze v italské oblasti Toskánsko, která tvoří součást Církevní oblasti Toskánsko. Je sufragánní vůči arcidiecézi Siena-Colle di Val d'Elsa-Montalcino.

## Stručná historie
První doklady o sovanské diecézi a jejích biskupech jsou ze 7. století, původně byla bezprostředně podřízena Sv. Stolci. ROku 1230 byla z diecéze Sovana vyčleněnq diecéze Ortebello a v roce 1459 Sovana začala být sufragánní vůči arcidiecézei sienské. Ze Sovany se postupně stala malá vesnička, a v roce 1674 biskupové přesídlili do většícho Pitigliana. Tento přesun schválil o dvě stě let později, v roce 1844, papež Řehoř XVI. V roce 1981 papež Jan Pavel II. přičlenil k diecézi toskánské oblasti, které do té doby spadala pod jurisdikci římského opatství Tre Fontane, mj. Ortebello, jehož hlavní kostel se stal konkatedrálou diecéze Pitigliano-Sovana-Orbetello. Od roku 2021 je diecéze sjednocena in persona episcopi s diecézí Grosseto. 